# Kurkijärvi (sjö i Mellersta Finland)
Kurkijärvi är en sjö i Finland. Den ligger i kommunen Pihtipudas i landskapet Mellersta Finland, i den centrala delen av landet, 400 km norr om huvudstaden Helsingfors. Kurkijärvi ligger 147 meter över havet. Den är 18 meter djup. Arean är 17,8 hektar och strandlinjen är 2,18 kilometer lång. Sjön  ingår i Kymmene älvs huvudavrinningsområde.   I omgivningarna runt Kurkijärvi växer i huvudsak blandskog.